# Tetragnatha pinicola
Tetragnatha pinicola este o specie de păianjeni din genul Tetragnatha, familia Tetragnathidae, descrisă de L. Koch, 1870. Conform Catalogue of Life specia Tetragnatha pinicola nu are subspecii cunoscute.

## Galerie

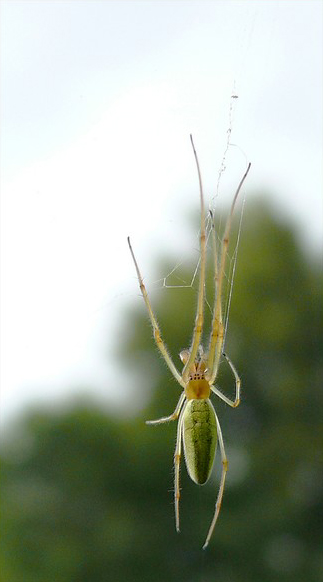